# F2R
F2R (англ. Coagulation factor II thrombin receptor) – білок, який кодується однойменним геном, розташованим у людей на короткому плечі 5-ї хромосоми.  Довжина поліпептидного ланцюга білка становить 425 амінокислот, а молекулярна маса — 47 441.
| 10         |  | 20         |  | 30         |  | 40         |  | 50         |
| ---------- |  | ---------- |  | ---------- |  | ---------- |  | ---------- |
| MGPRRLLLVA |  | ACFSLCGPLL |  | SARTRARRPE |  | SKATNATLDP |  | RSFLLRNPND |
| KYEPFWEDEE |  | KNESGLTEYR |  | LVSINKSSPL |  | QKQLPAFISE |  | DASGYLTSSW |
| LTLFVPSVYT |  | GVFVVSLPLN |  | IMAIVVFILK |  | MKVKKPAVVY |  | MLHLATADVL |
| FVSVLPFKIS |  | YYFSGSDWQF |  | GSELCRFVTA |  | AFYCNMYASI |  | LLMTVISIDR |
| FLAVVYPMQS |  | LSWRTLGRAS |  | FTCLAIWALA |  | IAGVVPLLLK |  | EQTIQVPGLN |
| ITTCHDVLNE |  | TLLEGYYAYY |  | FSAFSAVFFF |  | VPLIISTVCY |  | VSIIRCLSSS |
| AVANRSKKSR |  | ALFLSAAVFC |  | IFIICFGPTN |  | VLLIAHYSFL |  | SHTSTTEAAY |
| FAYLLCVCVS |  | SISCCIDPLI |  | YYYASSECQR |  | YVYSILCCKE |  | SSDPSSYNSS |
| GQLMASKMDT |  | CSSNLNNSIY |  | KKLLT      |  |            |  |            |

A: Аланін

C: Цистеїн

D: Аспарагінова кислота

E: Глутамінова кислота

F: Фенілаланін

G: Гліцин

H: Гістидин

I: Ізолейцин

K: Лізин

L: Лейцин

M: Метіонін

N: Аспарагін

P: Пролін

Q: Глутамін

R: Аргінін

S: Серин

T: Треонін

V: Валін

W: Триптофан

Кодований геном білок за функціями належить до рецепторів, g-білокспряжених рецепторів, білків внутрішньоклітинного сигналінгу, фосфопротеїнів. 
Задіяний у таких біологічних процесах як зсідання крові, гемостаз, поліморфізм. 
Локалізований у клітинній мембрані, мембрані.